# Segunda Liga de 2009–10
Liga Vitalis 2009/2010 foi a 20ª edição da actual segunda divisão do futebol profissional de Portugal, tendo sido vencida pelo Beira Mar, que desta forma, a par com o Portimonense garantiram a subida ao principal escalão do futebol português em 2010/2011.
O sorteio das jornadas da prova realizou-se a 8 de Julho.

## Equipas 2009-2010
As equipas participantes na época 2009/10 estiveram sujeitas a alterações devido ao caso Apito Final, que impôs a descida à II Divisão do Vizela e Gondomar, beneficiando desta forma o Boavista em se manter na prova, caso pagasse a divida que tinha para com a LPFP; que não cumpriu. Adicionalmente, pelo facto do Estrela da Amadora ter sido impossibilitado de actuar tanto na Primeira Liga como na Liga de Honra, o Belenenses participou na Liga Sagres 2009/2010, ficando assim ainda uma outra vaga por definir nesta competição, para a qual Penafiel e Carregado foram convidados, e depois da análise dos pressupostos de participação foram aceites.
| Equipas             | Equipas          | Equipas                                        | Equipas                            |
| Equipa              | Treinador        | Estádio                                        | Época 2008-2009                    |
| ------------------- | ---------------- | ---------------------------------------------- | ---------------------------------- |
| Beira-Mar           | Leonardo Jardim  | Estádio Municipal de Aveiro                    | 7º lugar                           |
| Carregado           | João Sousa       | Campo José Lacerda Pinto Barreiros             | 3º lugar II Divisão                |
| Sporting da Covilhã | Nicolau Vaqueiro | Complexo Desportivo da Covilhã                 | 7º lugar                           |
| Desportivo das Aves | Micael Sequeira  | Estádio do Clube Desportivo das Aves           | 11º lugar                          |
| D. Chaves           | Tulipa           | Estádio Municipal Eng.º Manuel Branco Teixeira | 1º lugar II Divisão                |
| Estoril Praia       | Neca             | Estádio António Coimbra da Mota                | 9º lugar                           |
| Fátima              | Rui Vitória      | Estádio Municipal de Fátima                    | 2º lugar II Divisão                |
| Feirense            | Carlos Garcia    | Estádio Marcolino de Castro                    | 5º lugar                           |
| Freamunde           | Jorge Regadas    | Complexo Desportivo do SC Freamunde            | 6º lugar                           |
| Gil Vicente         | Paulo Alves      | Estádio Cidade de Barcelos                     | 9º lugar                           |
| Penafiel            | Bruno Cardoso    | Estádio Municipal 25 de Abril                  | 4º lugar II Divisão                |
| Portimonense        | Litos            | Estádio Municipal de Portimão                  | 13º lugar                          |
| Santa Clara         | Víctor Pereira   | Estádio de São Miguel                          | 3º lugar                           |
| Trofense            | Daniel Ramos     | Estádio do Clube Desportivo Trofense           | 16º lugar da Liga Sagres 2008/2009 |
| Varzim              | Eduardo Esteves  | Estádio do Varzim Sport Club                   | 8º lugar                           |
| Oliveirense         | Pedro Miguel     | Estádio Carlos Osório                          | 14º lugar                          |

## Tabela Classificativa
|     | Equipa              | Pts | J  | V  | E  | D  | GM | GS | +/- | Notas                    |
| --- | ------------------- | --- | -- | -- | -- | -- | -- | -- | --- | ------------------------ |
| 1.  | Beira-Mar (C) (Q)   | 54  | 30 | 16 | 6  | 8  | 44 | 30 | +14 | Subida à Primeira Liga   |
| 2.  | Portimonense (Q)    | 54  | 30 | 16 | 6  | 8  | 43 | 34 | +9  | Subida à Primeira Liga   |
| 3.  | Feirense            | 52  | 30 | 14 | 10 | 6  | 37 | 24 | +13 |                          |
| 4.  | Santa Clara         | 51  | 30 | 13 | 12 | 5  | 45 | 29 | +16 |                          |
| 5.  | Oliveirense         | 49  | 30 | 14 | 7  | 9  | 38 | 27 | +11 |                          |
| 6.  | Trofense            | 45  | 30 | 13 | 6  | 11 | 44 | 45 | -1  |                          |
| 7.  | Penafiel            | 41  | 30 | 10 | 11 | 9  | 35 | 34 | +1  |                          |
| 8.  | Fátima              | 38  | 30 | 8  | 14 | 8  | 31 | 31 | 0   |                          |
| 9.  | Desportivo das Aves | 38  | 30 | 9  | 11 | 10 | 33 | 33 | 0   |                          |
| 10. | Gil Vicente         | 38  | 30 | 9  | 11 | 10 | 36 | 32 | +4  |                          |
| 11. | Estoril Praia       | 35  | 30 | 7  | 14 | 9  | 26 | 29 | -3  |                          |
| 12. | Freamunde           | 35  | 30 | 9  | 8  | 13 | 43 | 50 | -7  |                          |
| 13. | Varzim              | 31  | 30 | 6  | 13 | 11 | 25 | 38 | -23 |                          |
| 14. | Sporting da Covilhã | 30  | 30 | 7  | 9  | 14 | 35 | 49 | -14 |                          |
| 15. | D. Chaves (D)       | 28  | 30 | 6  | 10 | 14 | 28 | 37 | -9  | Despromoção à II Divisão |
| 16. | Carregado (D)       | 24  | 30 | 6  | 6  | 18 | 26 | 47 | -21 | Despromoção à II Divisão |

Legenda:
- (C): campeão;
- (Q): equipas promovidas à Primeira Liga
- (D): despromovido

## Calendário da Prova
|                     | BM  | CR  | CV  | DA  | DC  | EP  | FT  | FR  | FM  | GV  | PN  | PM  | SC  | TR  | VA  | UO  |  |  |  |  |
| Beira-Mar           |     | 1-0 | 0-1 | 3-2 | 2-1 | 2-1 | 0-1 | 1-0 | 1-3 | 2-1 | 1-2 | 2-0 | 1-1 | 1-2 | 3-0 | 1-0 |  |  |  |  |
| Carregado           | 0-2 |     | 1-1 | 0-0 | 1-2 | 1-2 | 1-1 | 0-1 | 3-2 | 1-0 | 0-3 | 1-3 | 1-2 | 2-3 | 3-2 | 4-1 |  |  |  |  |
| Sporting da Covilhã | 2-2 | 1-0 |     | 1-2 | 2-0 | 3-1 | 2-2 | 1-1 | 2-3 | 1-2 | 2-1 | 3-1 | 2-2 | 2-1 | 0-0 | 1-1 |  |  |  |  |
| Desportivo das Aves | 1-3 | 2-1 | 3-0 |     | 2-2 | 0-1 | 1-0 | 1-1 | 1-2 | 2-2 | 3-2 | 1-1 | 0-0 | 1-0 | 2-0 | 2-1 |  |  |  |  |
| D. Chaves           | 1-1 | 2-0 | 3-1 | 1-0 |     | 1-1 | 0-1 | 0-1 | 1-1 | 1-1 | 2-0 | 1-1 | 0-3 | 1-1 | 0-1 | 0-0 |  |  |  |  |
| Estoril Praia       | 2-0 | 1-1 | 1-0 | 1-0 | 2-2 |     | 0-1 | 1-2 | 0-0 | 0-2 | 0-0 | 1-3 | 0-0 | 1-1 | 1-1 | 0-1 |  |  |  |  |
| Fátima              | 1-2 | 1-2 | 3-0 | 1-0 | 0-0 | 1-1 |     | 1-0 | 1-1 | 0-0 | 2-2 | 0-1 | 2-5 | 2-1 | 0-0 | 1-1 |  |  |  |  |
| Feirense            | 0-2 | 1-0 | 3-2 | 1-0 | 1-0 | 1-1 | 1-1 |     | 3-1 | 0-1 | 1-1 | 2-1 | 2-1 | 3-0 | 4-0 | 2-1 |  |  |  |  |
| Freamunde           | 1-2 | 3-0 | 3-2 | 0-0 | 2-0 | 0-2 | 1-1 | 1-2 |     | 3-2 | 1-3 | 0-3 | 1-2 | 2-3 | 2-1 | 1-2 |  |  |  |  |
| Gil Vicente         | 1-1 | 0-1 | 3-0 | 0-2 | 0-3 | 0-2 | 2-1 | 1-1 | 1-1 |     | 3-1 | 0-2 | 0-0 | 4-0 | 1-2 | 1-0 |  |  |  |  |
| Penafiel            | 0-2 | 1-1 | 1-0 | 1-1 | 2-0 | 1-0 | 2-1 | 1-1 | 2-3 | 0-0 |     | 1-0 | 2-2 | 0-1 | 0-0 | 0-2 |  |  |  |  |
| Portimonense        | 2-1 | 1-0 | 2-0 | 1-1 | 2-1 | 2-1 | 3-3 | 1-0 | 1-0 | 0-3 | 1-3 |     | 0-0 | 1-3 | 3-2 | 3-1 |  |  |  |  |
| Santa Clara         | 1-1 | 1-0 | 1-1 | 2-0 | 3-0 | 1-1 | 1-0 | 1-1 | 3-2 | 0-0 | 0-1 | 3-0 |     | 3-1 | 2-1 | 1-2 |  |  |  |  |
| Trofense            | 0-1 | 3-0 | 2-2 | 2-2 | 2-1 | 1-1 | 1-0 | 0-2 | 4-0 | 2-4 | 0-0 | 0-3 | 5-2 |     | 2-1 | 1-0 |  |  |  |  |
| Varzim              | 1-1 | 1-1 | 1-0 | 0-0 | 1-0 | 0-0 | 1-1 | 2-1 | 2-2 | 2-1 | 2-2 | 0-0 | 1-2 | 0-1 |     | 0-0 |  |  |  |  |
| Oliveirense         | 2-1 | 3-0 | 3-0 | 3-1 | 1-3 | 0-0 | 1-0 | 0-0 | 2-1 | 1-1 | 2-0 | 0-1 | 1-0 | 3-1 | 3-0 |     |  |  |  |  |
|                     |     |     |     |     |     |     |     |     |     |     |     |     |     |     |     |     |  |  |  |  |

## Melhores Marcadores
| # | Jogador      | Clube               | Golos |
| 1 | Reguila      | Trofense            | 15    |
| 2 | João Silva   | Desportivo das Aves | 14    |
| 2 | Leandro Tatu | Santa Clara         | 14    |

## Futebolista do Mês
O Prémio do Futebolista do Mês eleito pelo Sindicato dos Jogadores de Futebol no decorrer da época:
| Mês       | Jogador       | Posição      | Clube               |
| Setembro  | Pedro Pereira | Médio        | Desportivo das Aves |
| Outubro   | Paulo Santos  | Guarda-redes | Estoril Praia       |
| Novembro  | Basílio       | Médio        | Sporting da Covilhã |
| Dezembro  | Rui Sampaio   | Médio        | Beira-Mar           |
| Janeiro   | Bock          | Médio        | Freamunde           |
| Fevereiro | Cícero        | Médio        | Oliveirense         |
| Março     | Maurício      | Defesa       | Feirense            |

## Mudanças de Treinador
| Mudanças de Treinador | Mudanças de Treinador | Mudanças de Treinador | Mudanças de Treinador | Mudanças de Treinador | Mudanças de Treinador |
| --------------------- | --------------------- | --------------------- | --------------------- | --------------------- | --------------------- |
| Clube                 | Saíu                  | Data                  | Entrou                | Data                  | Ref                   |
| Sporting da Covilhã   | João Eusébio          | 1/09/2009             | João Salcedas         | 4/09/2009             | [ 14 ] [ 15 ]         |
| Estoril Praia         | Hélder Cristóvão      | 28/09/2009            | Neca                  | 29/09/2009            | [ 16 ] [ 17 ]         |
| Portimonense          | Lito Vidigal          | 21/10/2009            | Litos                 | 22/10/2009            | [ 18 ] [ 19 ]         |
| D. Chaves             | Ricardo Formosinho    | 2/11/2009             | Nuno Pinto            | 3/11/2009             | [ 20 ] [ 21 ]         |
| Feirense              | Francisco Chaló       | 14/12/2009            | Carlos Garcia         | 14/12/2009            | [ 22 ] [ 23 ]         |
| Sporting da Covilhã   | João Salcedas         | 24/01/2010            | Nicolau Vaqueiro      | 26/01/2010            | [ 24 ] [ 25 ]         |
| Trofense              | Vítor Oliveira        | 08/02/2010            | Daniel Ramos          | 08/02/2010            | [ 26 ] [ 27 ]         |
| Gil Vicente           | Rui Quinta            | 28/02/2010            | Paulo Alves           | 04/03/2010            | [ 28 ] [ 29 ]         |
| D. Chaves             | Nuno Pinto            | 14/03/2010            | Paulo Alves           | 15/03/2010            | [ 30 ] [ 31 ]         |

## Promoções e despromoções 2010/2011
No final da Liga de Honra os dois primeiros classificados são promovidos à Primeira Liga na época seguinte; e os dois últimos classificados são despromovidos à II Divisão.
| Promoções à Primeira Liga - - Beira-Mar - Portimonense | Despromoção à II Divisão - - D. Chaves - Carregado |